# Cacia
Cacia é uma vila portuguesa sede da Freguesia de Cacia do Município de Aveiro, freguesia com 35,76 km² de área e 6830 habitantes (censo de 2021), tendo, por isso, uma densidade populacional de 191 hab./km².
A Freguesia de Cacia fica situada a norte do Município de Aveiro tendo como limites a norte a ria de Aveiro e o rio Vouga; a oeste a freguesia de Vera Cruz; a sul a freguesia de Esgueira e a este o rio Vouga e a terra de Angeja, já no Município de Albergaria-a-Velha. Engloba as lolalidades de Cacia, Vilarinho, Sarrazola, Quintã do Loureiro e Póvoa do Paço, além de parte das marinhas situadas nas margens da Ria.
A povoação de Cacia foi elevada à categoria de vila em 1989.
Foi incorporada no concelho de Aveiro em 1853, aquando da extinção do concelho de Esgueira, do qual fazia parte.
É hoje uma das zonas mais importantes do país a nível industrial, com fábricas como a Companhia Aveirense de Componentes para a Indústria Automóvel (C.A.C.I.A., a segunda maior unidade do setor automóvel português) do grupo Renault, Vulcano, Funfrap e Portucel.

## Demografia
A população registada nos censos foi:
| Distribuição da População por Grupos Etários | Distribuição da População por Grupos Etários | Distribuição da População por Grupos Etários | Distribuição da População por Grupos Etários | Distribuição da População por Grupos Etários |
| -------------------------------------------- | -------------------------------------------- | -------------------------------------------- | -------------------------------------------- | -------------------------------------------- |
| Ano                                          | 0-14 Anos                                    | 15-24 Anos                                   | 25-64 Anos                                   | > 65 Anos                                    |
| 2001                                         | 1198                                         | 1028                                         | 3754                                         | 1026                                         |
| 2011                                         | 1112                                         | 842                                          | 4202                                         | 1198                                         |
| 2021                                         | 866                                          | 674                                          | 3865                                         | 1425                                         |

## Património
- Casa de Vilarinho / Morgados de Vilarinho / família Couceiro da Costa
- Oratório de Nossa Senhora de Fátima
- Igreja de São Julião (matriz)